# Onze-Lieve-Vrouw van Zwijvekekerk

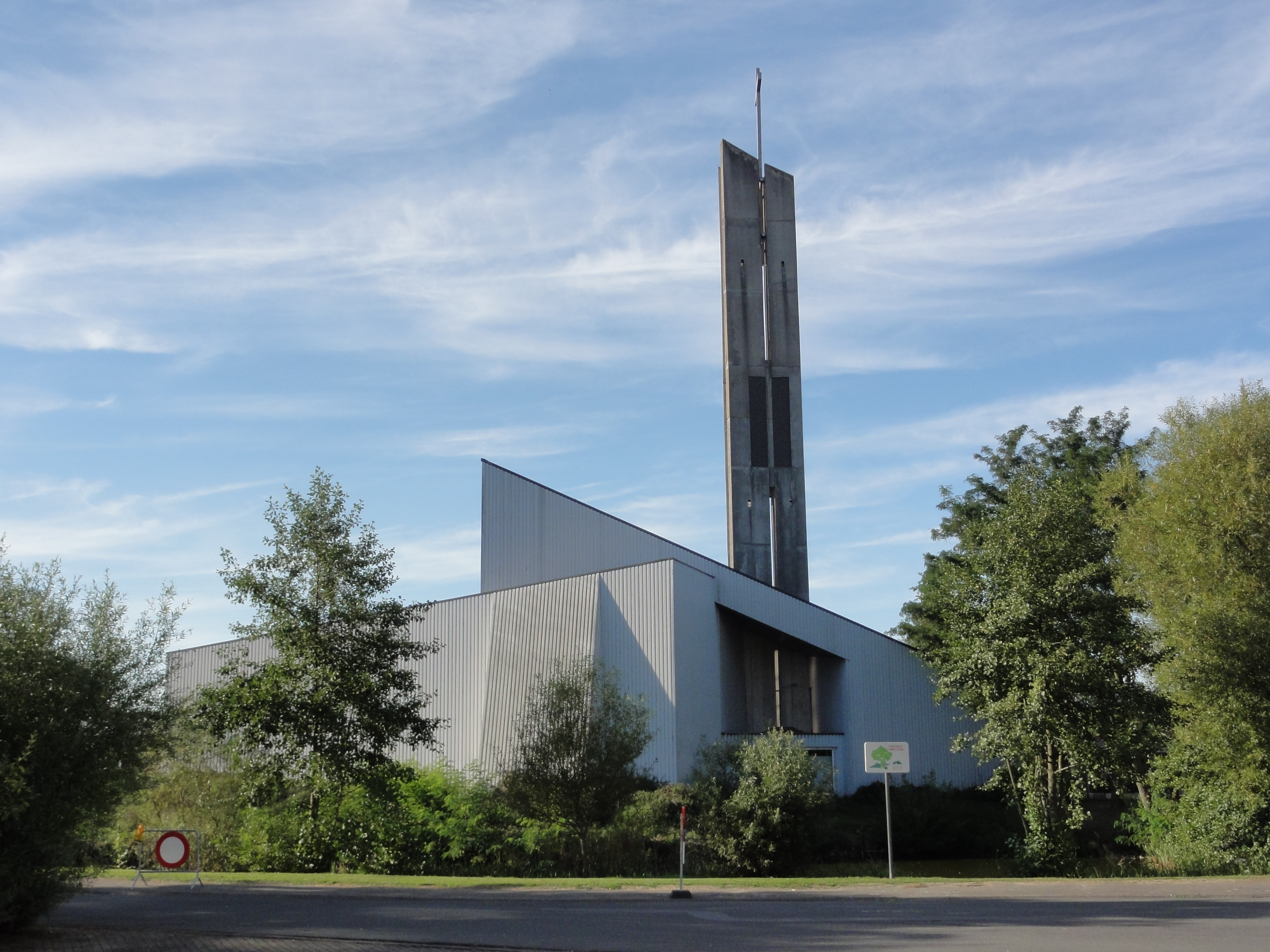
Onze-Lieve-Vrouw van Zwijvekekerk

De Onze-Lieve-Vrouw van Zwijvekekerk is een rooms-katholiek kerkgebouw in de tot de Oost-Vlaamse gemeente Dendermonde behorende plaats Sint-Gillis-bij-Dendermonde, gelegen aan de Serbosstraat.

## Geschiedenis
In 1959 werd de Boonwijk een eigen parochie. Men kerkte aanvankelijk in een kapel. Van 1969-1973 werd een definitief kerkgebouw opgericht naar ontwerp van Rik Van de Sompel.

## Gebouw
Het betreft een kerkgebouw in de stijl van het naoorlogs modernisme. De kerk is gebouwd in beton en staalskelet en bekleed met bakstenen en beschilderde wandplaten. De zaalkerk heeft een lagere voorhal. Achter in de kerk bevindt zich een opengewerkte betonnen klokkentoren.
Tot de kunstwerken in de kerk behoren een glas-in-loodraam van 1993 en kruiswegstaties van 1998.
Achter het kerkgebouw is een pastorie gelegen gebouwd in dezelfde stijl.
dit gebouw doet sedert begin jaren 2000 dienst als buitenschoolse kinderopvang.